# Різні визначення фашизму
Визначення фашизму і фашистського уряду є досить суперечливою темою. Історики, політологи та інші вчені продовжують дебати щодо точного характеру фашизму і його основних принципів.
Більшість учених сходяться на думці, що «фашистський режим» є авторитарною формою правління, хоча не всі авторитарні режими фашистські. Авторитаризм, таким чином, є відмінною рисою, але більшість вчених скажуть, що необхідні додаткові елементи, які роблять авторитарний режим фашистським.
В свою чергу, фашизм, як ідеологію також важко визначити. Спочатку, «фашизмом» називають політичний рух, що було пов'язано з Синдикалізмом- корпоративізмом, які існував в Італії менше, ніж 30 років і визначав політику країни з 1922 по 1943 рік під керівництвом Беніто Муссоліні. Зрозуміло, що якщо визначення обмежується оригінальним італійський фашизм, то «фашизм» не має серйозного значення за межами італійської політики. Більшість вчених надають перевагу використанню слова «фашизм» в загальнішому сенсі для позначення ідеології (або групи ідеологій), яка справила великий вплив на багато країн за різних часів. Для цього вони намагалися виявити «фашистський мінімум» — тобто мінімальні умови, за яких певні політичні групи можуть вважатися фашистами.

## Умберто Еко
В своєму ессе Вічний Фашизм, Еко навів список з 14-ти основних ознак фашизму в певному суспільстві/країні:
1. «Культ традиції», що характеризується синкретичністю, схрещуванням різних вірувань і обрядів, незважаючи на їх протиріччя. Навчання новому неможливе, так як Традиція вже знайшла істину, яку ми можемо тільки тлумачити чи роз'яснювати.
2. «Відмова від модернізму», яка бачить розвиток з часів Просвітництва як занепад та деградацію цивілізації. Еко відокремлює це від відмови від базового технологічного прогресу, оскільки багато фашистських режимів посилаються на свою промислову потужність як на доказ життєздатності своєї системи.
3. «Культ дії заради дії», який диктує, що дія сама по собі має цінність і повинна здійснюватися без інтелектуальних роздумів. Це, згідно Еко, часто проявляється в анти-інтелектуалізмі і атаці сучасної культури та науки.
4. «Незгода – це зрада» – фашизм знецінює інтелектуальне обговорення і критичне мислення, так як вони викривають суперечності в синкретичній вірі.
5. «Страх різниці», який фашизм прагне використати та посилити, часто у формі расизму чи закликах проти іноземців та іммігрантів.
6. «Звернення до розчарованого середнього класу», який може страждати від економічної кризи чи політичного розчарування і боїться тиску з боку нижчих соціальних груп.
7. «Одержимість змовою», яка одночасно йде ззовні та зсередини. Послідовники мають почувати себе в облозі, часто за допомогою ксенофобії, але разом з тим боятися внутрішнього саботажу з боку меншин. Згідно Еко, євреї часто стають ціллю через свій інтернаціональний статус.
8. Вороги мають бути «занадто сильними і в той же час занадто слабкими». Прибічники фашизму мають почувати приниження від сили та багатства їх ворогів, і в той самий час мають бути переконані, що можуть запросто перемогти опонента. "Фашистські уряди приречені програвати війни, тому що вони на державному рівні не спроможні правильно оцінити силу ворога".
9. «Пацифізм – це торгівля з ворогом», тому що «Життя – це постійна війна» – завжди має бути ворог, якого треба побороти. Мир може настати тільки після перемоги однієї сторони над іншою. Таким чином є проблема несумісності остаточної перемоги з нескінченною війною.
10. «Зневажливе ставлення до слабких», яке поєднується з шовіністичною «народною елітарністю», де кожен громадянин кращий за чужинців через належність до своєї групи. Еко бачить у цих настроях корінь глибокої напруги в ієрархічній структурі фашистських держав, оскільки вони заохочують лідерів зневажати своїх підлеглих, аж до вищого Лідера, який зневажає всю країну за те, що вона дала йому підкорити себе.
11. «Всі виховуються, щоб стати героями», що веде до прийняття культу смерті. Як зауважує Еко, «герою фашизму не терпиться померти. У своєму нетерпінні він частіше посилає інших людей на смерть».
12. «Мачоізм», який перетягує героїзм та вічну війну в сферу статевих відносин. Таким чином, фашисти тримають «як зневагу до жінок, так і нетерпимість і засудження нестандартних сексуальних звичок, від цнотливості до гомосексуалізму».
13. «Вибірковий популізм» – народ виставляється монолітною сутністю, яка має спільну волю, відмінну від точки зору будь-якого окремого індивіду та вищу за неї. Оскільки жодна маса людей ніколи не може бути по-справжньому одностайною, Лідер виступає як інтерпретатор народної волі (хоча справді він її диктує). Фашисти використовують цю концепцію, щоб делегітимізувати демократичні інстанції, які вони звинувачують у тому, що вони «більше не представляють Голос народу».
14. «Новомова» – фашизм використовує і сприяє збідненому словниковому запасу, щоб обмежити критичне міркування.

## Лоуренс Брітт
Британський автор Лоуренс В. Брітт проаналізував 7 фашистських режимів (нацистську Німеччину, фашистську Італію, Іспанію Франко, Португалію Салазара, Грецію Пападопулоса, Чилі Піночета та Індонезію Сухарто) та запропонував свій список з також 14-ти ознак фашизму:
1. Явне і сильне вираження націоналістичних ідей.
2. Зневага до важливості прав людини.
3. Ідентифікація ворога, пошук "цапів-відбувайл".
4. Особливий статус армії, мілітаризація.
5. Виражений сексизм.
6. Контрольовані мас-медіа.
7. Одержимість національною безпекою.
8. Поєднання релігії та правлячого класу.
9. Захист прав корпорацій.
10. Права трудящих обмежені або знищені.
11. Зневага та придушення інтелектуалів та мистецтва.
12. Одержимість злочинами та покараннями.
13. Виражене кумівство та корупція.
14. Фальсифіковані вибори.

## Беніто Муссоліні
|  | Лібералізм, демократія — це не означає, що ХХ століття повинне стати століттям соціалізму, лібералізму, демократії. Політичні доктрини зникають, залишаються країни. Ми вільні вірити, що це століття влади, століття, яка прагне бути «правим», фашистське століття. Якщо XIX століття було століттям індивіда (лібералізм передбачає індивідуалізм), ми вільні вірити, що це "колективне" століття, і, отже століттям держави. |

|  | Фашистська концепція держави є всеосяжною; людські або духовні цінності, за її межами не можуть існувати, а тим більше мати значення. Таким чином, зрозуміло, фашизм є тоталітарним, а фашистська держава — синтез і сутність, що враховує всі цінності, вона тлумачить, розвиває і посилює все життя народу. |

|  | Фашизм є релігійною концепцією, в якій людина розглядається в його відносинах з вищим законом і з об'єктивною Волею, яка перевищує окремого індивіда і піднімає його до свідомої приналежності до духовного суспільства. Той, хто бачив у релігійній політиці фашистського режиму простий опортунізм, не зрозумів, що фашизм крім того, що є системою державної влади, є перш за все, системою мислення. |

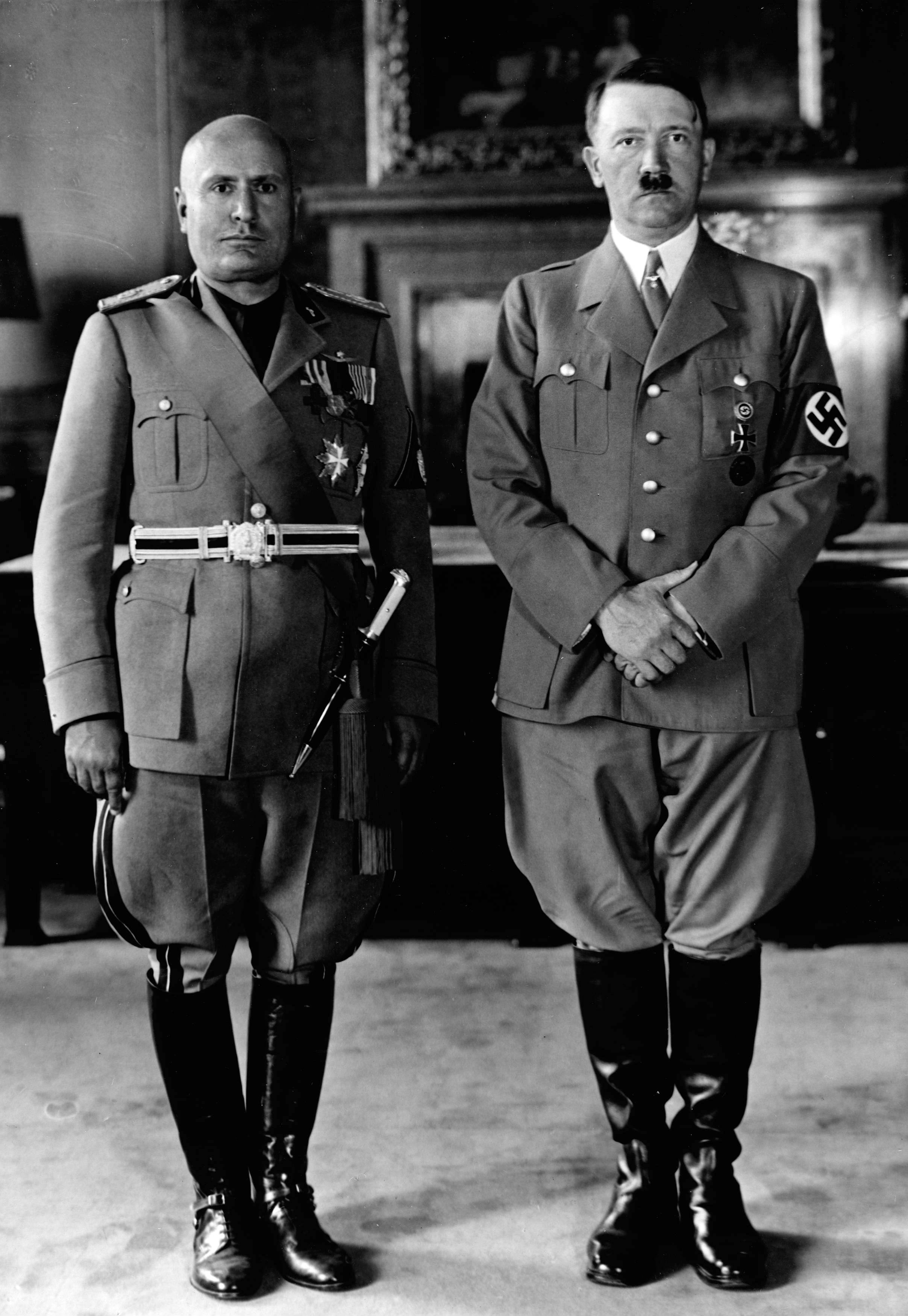
Беніто Муссоліні (зліва) та Адольф Гітлер (справа) — лідери фашистських режимів.

Можна ознайомитися з повним текстом Доктрина фашизму онлайн тут.

## Франклін Д. Рузвельт
|  | Перша істина в тому, що свобода демократії є в небезпеці, якщо люди толерують зростання особистої влади до межі, коли вона стає сильнішою, ніж демократична держава. Це, по суті, є фашизм — контроль уряду однією людиною, групою осіб. |

Франклін Делано Рузвельт. 29 квітня 1938 року. Звернення до конгресу.